# Salvador (schip, 1912)
De Salvador was een in 1912 gebouwde houten schoener. In 1940 leed het schipbreuk tijdens de Aliyah Bet, de illegale immigratie van Joden naar het Mandaatgebied Palestina.

## Geschiedenis

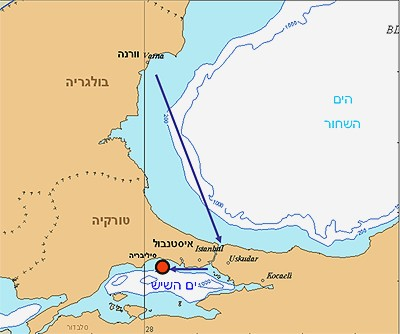
Traject van de Salvador

De reis naar Palestina was een privé-onderneming van Baruch Konfino. Deze revisionistische zionist had al eerder dergelijke immigratiereizen ondernomen, waarvan enkele met de jeugdbeweging Betar. Volgens de Bulgaarse autoriteiten was het schip niet zeewaardig. Het had slechts een capaciteit voor 30 tot 40 passagiers en had bovendien geen kooien of hutten, geen reddingsvesten en geen kompas of andere noodzakelijke instrumenten.
Op 3 december 1940 vertrok het schip vanuit Vana te Bulgarije met 352 Joodse vluchtelingen aan boord. Op 12 december raakte het schip in de Zee van Marmara tijdens een storm zijn mast kwijt en zonk het voor de kust van Silivri te Turkije. 223 opvarenden stierven, waarvan 66 kinderen. De overlevenden werden naar Istanboel gebracht. 70 Joden gingen hier aan boord van de Darien II, een illegaal immigrantenschip van de Mossad Le'Aliyah Bet, de overige vluchtelingen werden terug naar Bulgarije gedeporteerd. Op 29 maart 1941 werd de Darien II in Haifa onderschept door de Britten, waarop de opvarenden naar het interneringskamp Atlit werden gedeporteerd. In mei 1942 werden zij weer vrijgelaten.

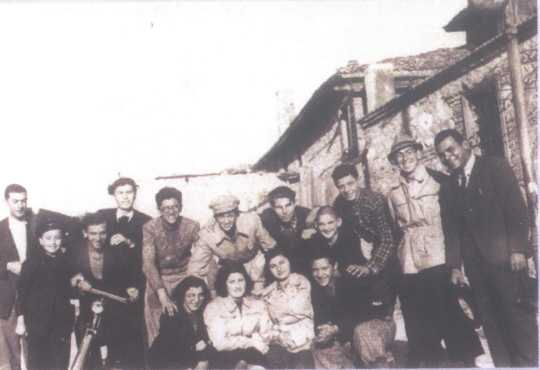
Joodse immigranten wachten op het vertrek in Vana
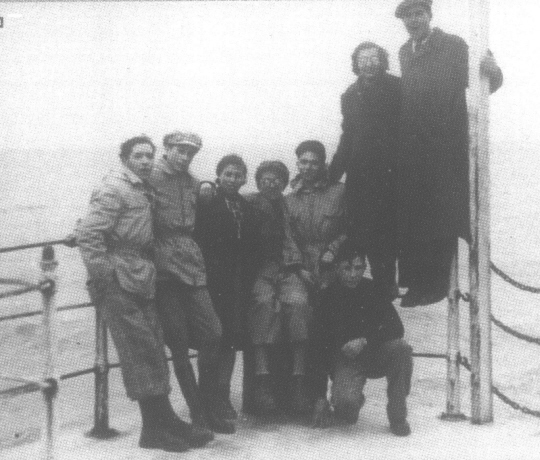
Leden van de jeugdbeweging Hashomer Hatzair aan boord van de Salvador
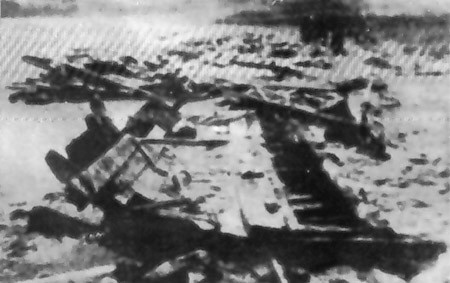
wrak van de Salvador voor de kust van Silivri
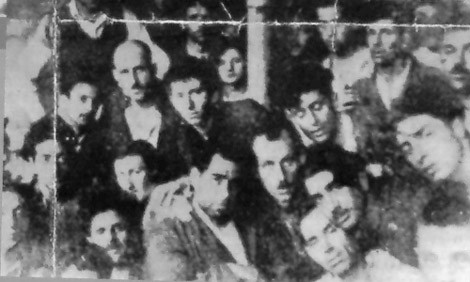
Overlevenden in het interneringskamp Atlit

## Herdenking

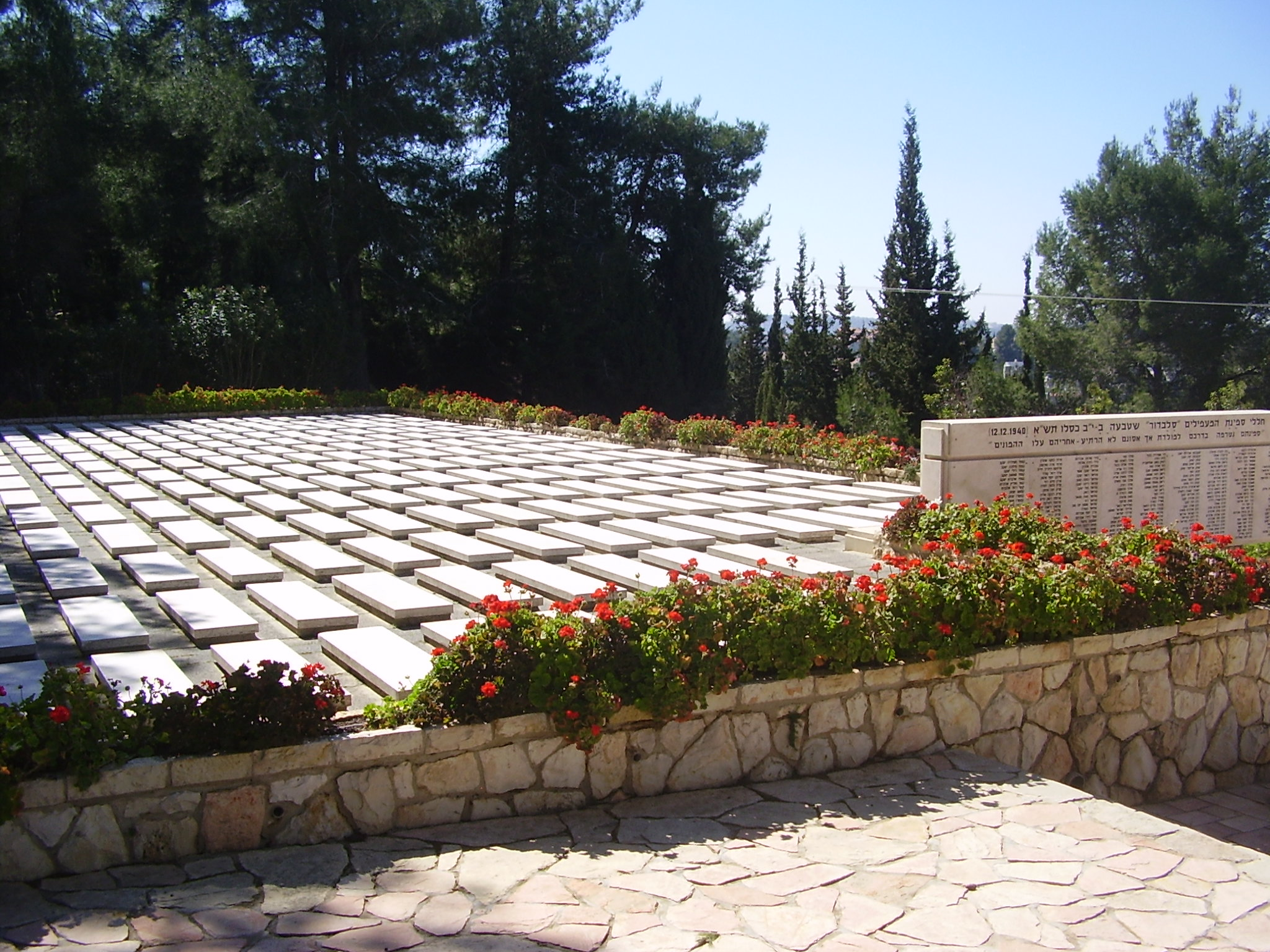
Graven van drenkelingen van de Salvador op de Herzlberg

In 1964 werden de lichamen van de drenkelingen begraven op de nationale begraafplaats op de Herzlberg, nabij Jeruzalem. 21 lichamen konden niet worden geïdentificeerd, hun namen staan vermeld op een monument bij de graven. In 2006 werd het relaas van de Salvador in beeld gebracht in de documentaire Salvador: The Ship of Shattered Hopes.